# Sigma Sport-Specialized/Saison 2011
Dieser Artikel listet Erfolge und Mannschaft des Radsportteams Sigma Sport-Specialized in der Saison 2011 auf.

## Abgänge – Zugänge
| Zugänge                | Team 2010     | Abgänge                       | Team 2011                   |
| ---------------------- | ------------- | ----------------------------- | --------------------------- |
| Russell Hampton        | Team Sprocket | Stephen Gallagher             | Forme Procycliste Sanlamere |
| Steven Lampier         | Neoprofi      | Simon Lewis                   | Unbekannt                   |
| Phill Sykes            | Neoprofi      | Gareth Montgomerie            | Unbekannt                   |
| Marcel Six (ab 01.08.) | Neoprofi      | Tom Snape                     | Unbekannt                   |
|                        |               | Matthew Stephens (bis 31.07.) | Karriereende                |
|                        |               | James Williamson (bis 31.07.) | Unbekannt                   |

## Mannschaft
| Name             | Geburtstag         | Nationalität           |
| ---------------- | ------------------ | ---------------------- |
| Stephen Adams    | 6. Dezember 1988   | Vereinigtes Königreich |
| Thomas Copeland  | 18. Februar 1989   | Vereinigtes Königreich |
| Daniel Duguid    | 8. März 1981       | Vereinigtes Königreich |
| Kit Gilham       | 26. September 1979 | Vereinigtes Königreich |
| Russell Hampton  | 23. Februar 1988   | Vereinigtes Königreich |
| Steven Lampier   | 2. März 1984       | Vereinigtes Königreich |
| Tom Last         | 22. Dezember 1988  | Vereinigtes Königreich |
| Thomas Murray    | 6. Dezember 1985   | Vereinigtes Königreich |
| Simon Richardson | 21. Juni 1983      | Vereinigtes Königreich |
| Marcel Six       | 27. November 1985  | Vereinigtes Königreich |
| Wouter Sybrandy  | 20. Februar 1985   | Niederlande            |
| Phill Sykes      | 28. März 1974      | Vereinigtes Königreich |